# Michael Beck (Jazzmusiker)
Michael Beck (* 1968) ist ein Schweizer Jazz-Pianist.
Beck – sein Grossvater war der Schweizer Komponist Conrad Beck – wuchs in Bern auf und erhielt als Kind eine klassische Klavierausbildung. Er studierte an der Universität Bern Physik, Mathematik und Musikwissenschaft und wechselte dann zur Swiss Jazz School, wo er Schüler von Joe Haider war. 1992 gewann er bei Umbria Jazz ein Stipendium des Berklee College of Music.
Von 1994 bis 1997 studierte er am Berklee College in Boston Jazzklavier und -komposition und Filmmusik. 1997 bis 1998 lebte er in New York, wo er Schüler von Charlie Banacos war und einen BMI Jazz Composition Workshop für Bigband-Komposition besuchte. Er trat hier u. a. Jochen Rückert, Bob Mover, Alec Dankworth und Jon Ellis und der Hip-Hop-Gruppe Funk Monk auf.
Seit 1999 lebt Beck wieder in Bern. Hier leitet er ein eigenes Trio mit Bänz Oester und Samuel Rohrer, mit dem er zwei Alben eingespielt hat: Michael Beck Trio (2000) und Another Day (mit Thomas Dürst und Rohrer). Ausserdem spielte er in zahlreichen Gruppen als Sideman und hat viele Elektronik-Projekte und Bühnenmusiken realisiert. Sein aktuelles Projekt ist 2015 das Trio Aphorism mit dem spanischen Vibraphonisten Jorge Rossy und dem Saxophonisten und Bassklarinettisten Domenic Landolf.
Er unterrichtet Klavier und Theoriefächer am Jazzcampus Basel. 